# Echinocodon lobophyllus
Echinocodon draco (Pamp.) D.Y. Hong (Syn.: Echinocodon lobophyllus D.Y. Hong) ist die einzige Art aus der Gattung Echinocodon in der Familie der Glockenblumengewächse (Campanulaceae). Sie ist in Zentral-China verbreitet.

## Merkmale
Die Laubblätter sind wechselständig, einfach, die Ränder sind gekerbt bis fiedrig gelappt oder geteilt. Die Blüte ist vier-, selten drei- oder fünfzählig. Die Kelchblätter haben stachelige Anhängsel. Der Pollen besitzt vier, selten fünf Furchen („colpat“). Der Fruchtknoten ist unterständig. Die Frucht ist eine Kapsel, die sich oberhalb der Kelchblätter öffnet. Die Kapselfächer stehen zu den bleibenden Kelchblättern versetzt.
Die Chromosomenzahl beträgt 2n = 16.